# Municipio de San Salvador Huixcolotla
El municipio de San Salvador Huixcolotla es uno de los 217 municipios del estado mexicano de Puebla. Su cabecera es la localidad de San Salvador Huixcolotla.

## Geografía
El municipio de San Salvador Huixcolotla colinda al norte con el municipio de Acatzingo; al este y sur con el municipio de Tecamachalco; y al oeste con los municipios de Tochtepec, Cuapiaxtla de Madero y Los Reyes de Juárez.

## Localidades
El municipio de San Salvador Huixcolotla cuenta con 27 localidades.
| Localidad                | Población (2020) |
| ------------------------ | ---------------- |
| San Salvador Huixcolotla | 14 268           |
| Moises Saba              | 632              |

## Gobierno
| Presidente municipal               | Periodo   | Partido | Partido                              |
| ---------------------------------- | --------- | ------- | ------------------------------------ |
| Alejandro Porras Ramírez           | 1993-1996 |         | Partido Revolucionario Institucional |
| Leobardo Francisco Porras Ramírez  | 1996-1999 |         | Partido Revolucionario Institucional |
| José Félix Alonso Pérez            | 1999-2002 |         | Partido del Trabajo                  |
| Salvador Reynoso Reynoso           | 2002-2005 |         | Partido Revolucionario Institucional |
| Guillermo Alonso Valverde          | 2005-2008 |         | Partido Revolucionario Institucional |
| Alejandro Alonso Serapio           | 2008-2011 |         | Partido Revolucionario Institucional |
| Salvador Méndez Salas              | 2011-2014 |         | Partido Acción Nacional              |
| Filomeno Cruz Gutiérrez            | 2014-2018 |         | Partido Acción Nacional              |
| Silvano Teodoro Mauricio           | 2018-2021 |         | Movimiento Regeneración Nacional     |
| Manuel Alejandro Porras Florentino | 2021-2024 |         | Pacto Social de Integración          |

## Cuna del Papel Picado
San Salvador Huixcolotla es conocido como « la cuna del papel picado. El papel picado es un arte popular mexicano decorativo hecho a partir de diseños elaborados y recortados en hojas de papel de china, papel aluminio de color y hasta de plástico que se popularizaron en San Salvador Huixcolotla. Se cree que se originó a partir de la práctica prehispánica de hacer ofrendas religiosas con papel de amate. Entre los primeros fabricantes se encontraban Juan Hernández, Cristóbal Flores, Santiago Vivanco R. y Lauro Pérez Macías. A finales de los años 20 del siglo pasado (XX), ya se había extendido fuera de Puebla hasta Tlaxcala y ahora se usa prácticamente en todo el mundo principalmente en las celebraciones del Día de Muertos. Además el papel picado también se usa para otras celebraciones como la Semana Santa, la Fiesta de Independencia de México, el 14 de febrero y la Navidad.  Alrededor del 35% de los habitantes de San Salvador Huixcolotla se dedican a esta artesanía, por lo que en 1998, el gobernador de Puebla declaró la ciudad « Patrimonio Cultural del Estado ».El Papel Picado de San Salvador Huixcolotla se exporta a todo el mundo a través del Museo Nacional de Arte.[4]